# 7ª Brigada Blindada (Israel)
A 7ª Brigada Blindada (em hebraico:  חטיבה שבע, Hativa Sheva) é uma formação militar das Forças de Defesa de Israel (FDI). Formada durante a Guerra Árabe-Israelense de 1948, e ainda em operação, é a mais antiga brigada blindada das FDI. A 7ª Brigada, também conhecida como "Formação de Assalto do Golã", é uma brigada blindada regular, que está sob o comando da 36ª Divisão ("Formação do Vulcão") no Comando Norte das Forças de Defesa de Israel. A brigada foi criada em 15 de maio de 1948, imediatamente após a declaração do Estado de Israel, e participou de todas as guerras de Israel.
A brigada tem laços históricos com a Brigada Judaica anterior, que foi criada durante a Segunda Guerra Mundial. Sua atuação na defesa das Colinas de Golã contra os sírios lhe garantiu um status lendário. Seu atual comandante é o Tenente-Coronel Yeftah Norkin.

## Histórico da unidade
A brigada participou de todas as guerras de Israel. Durante as Batalhas de Latrun em 1948, a 3ª Brigada Alexandroni e a 7ª Brigada juntas sofreram 139 baixas. Lutou na Guerra dos Seis Dias sob o comando do Coronel Shmuel Gonen (Gorodish). Na Guerra do Yom Kippur, sob o comando do Coronel Avigdor Ben-Gal, ficou estacionada na linha de defesa da parte norte das Colinas de Golã (compartilhando a defesa com a Brigada Blindada Barak), onde repeliu com sucesso ataques pesados por forças sírias muito maiores.
Durante a Guerra de 1948, a 7ª Brigada consistia principalmente de tanques Sherman e infantaria montada em meia-lagartas. No início, a 7ª também continha um elemento de artilharia. Durante a década de 1960, a brigada foi equipada com tanques britânicos Centurion modificados em Israel. Estes foram gradualmente substituídos no final da década de 1970 pelos tanques de batalha principais Merkava de fabricação israelense, dos quais várias versões foram empregadas desde então.
A 7ª Brigada já pertenceu ao Comando Sul de Israel. A 7ª foi baseada nas Colinas de Golã como parte da 36ª Divisão Blindada desde o final da Guerra do Yom Kippur até fevereiro de 2014.

## Reputação

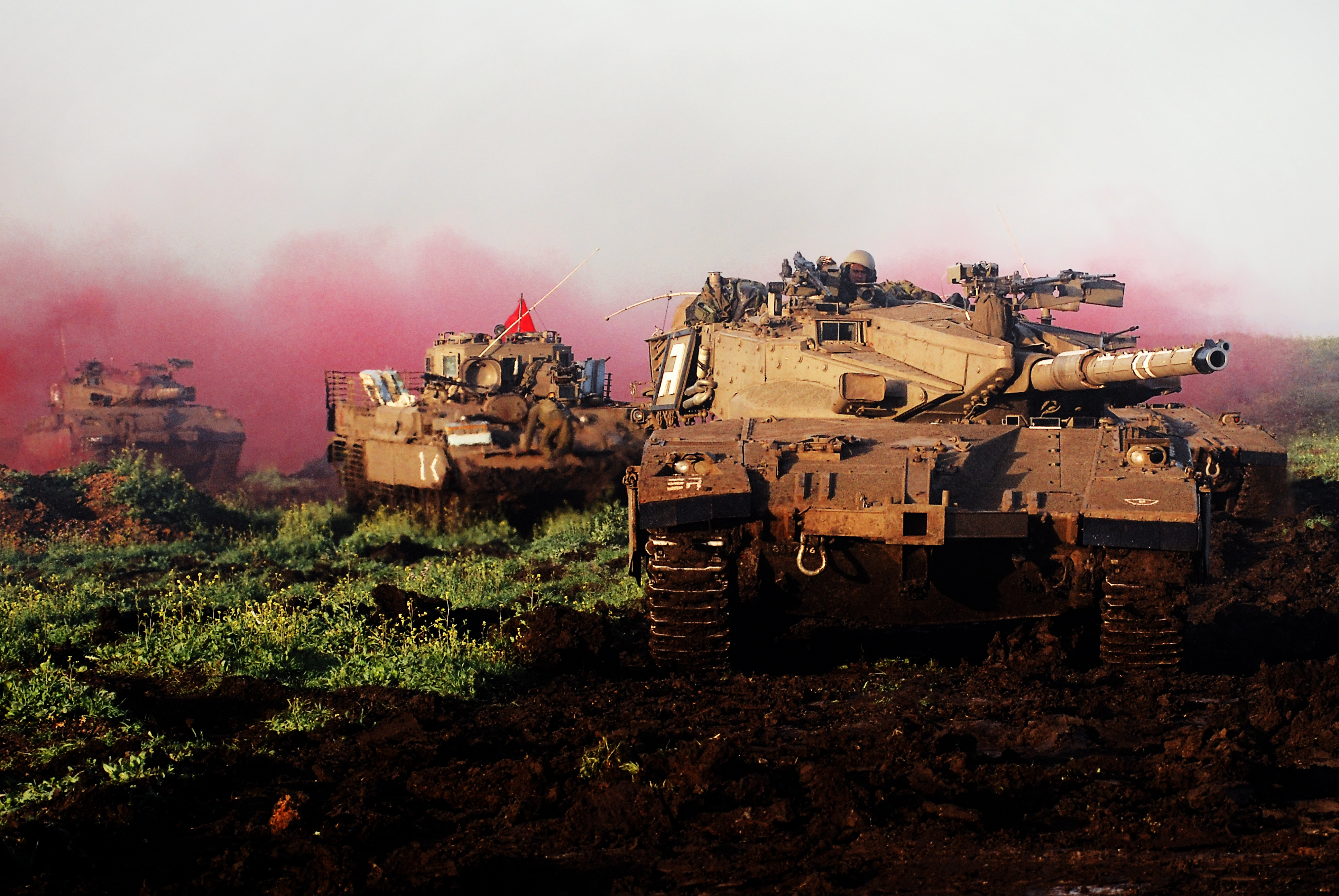
Blindados Merkava da 7ª Brigada durante um exercício militar nas Colinas de Golã, 12 de março de 2009.

Em 1948, a reputação da brigada era uma das forças de combate mais cruéis do período. O historiador israelense Ilan Pappé escreve: "Em muitas das histórias orais palestinas que agora vieram à tona, poucos nomes de brigadas aparecem. No entanto, a Brigada Sete é mencionada repetidamente, juntamente com adjetivos como 'terrorista' e 'bárbara'."
A 7ª Brigada foi inicialmente equipada com jipes e carros com algumas metralhadoras em julho de 1948, quando o experiente oficial canadense Ben Dunkelman assumiu o comando. Ele avaliou dois grupos de batalha egípcios que se aproximavam equipados com meias-lagartas, tanques americanos M4 Sherman e outros veículos. Dunkelman atacou os dois de surpresa à noite, quando as tripulações estavam fora de seus veículos. Os soldados egípcios fugiram, permitindo que a 7ª Brigada se apropriasse de suas armas e veículos.

## Símbolo da brigada

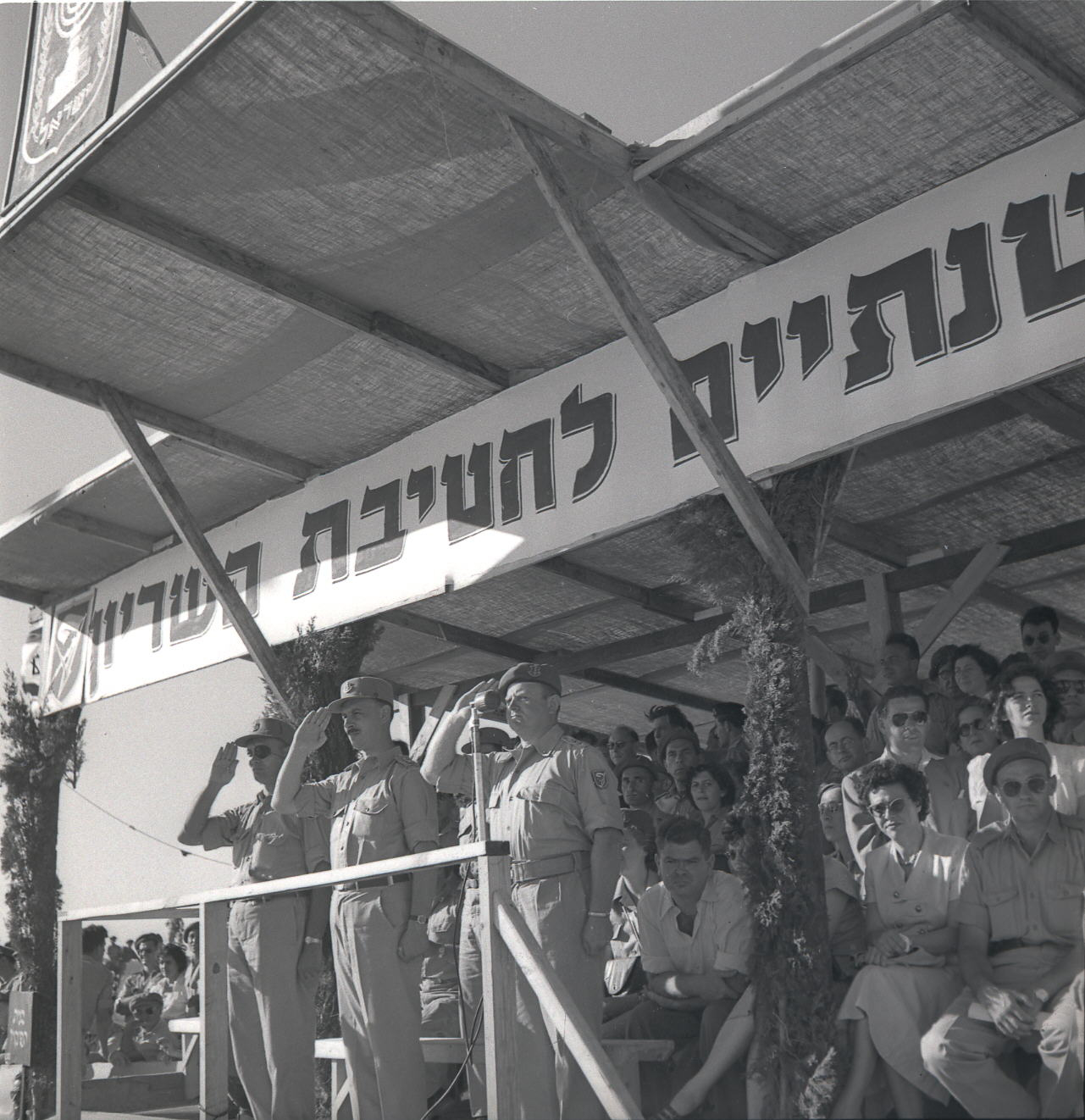
Desfile comemorativo dos dois anos do estabelecimento da 7ª Brigada, a primeira brigada blindada das FDI. No palanque estão o Chefe do Estado-Maior Yigal Yedin, o General Moshe Dayan e o Major-General Yosef Eitan, que saúdam os soldados; 1950.

A insígnia da brigada inclui muitos elementos de sua história. A parte superior do símbolo é pintada com as cores da bandeira israelense; a seta vermelha significa o rompimento e avanço da brigada na Birmânia; a estrela de seis pontas (Estrela de David) em amarelo, em memória dos refugiados com as estrelas amarelas nazistas que foram recrutados para a brigada imediatamente após sua chegada a Israel durante a Guerra de Independência e caíram nas batalhas em Latrun; o fuzil com baioneta simboliza os batalhões de infantaria; o raio simboliza o batalhão motorizada (a 7ª brigada era originalmente uma brigada motorizada e não uma brigada blindada, como é hoje); e o cruzamento do raio e do fuzil simboliza a cooperação entre a infantaria e os blindados. O símbolo também forma o número 7 na combinação da seta e da bandeira. Este é o único símbolo de unidade que contém o seu número.

## Unidades
- 71º Batalhão esteve nas Batalhas Latrun em 1948
- 72º Batalhão esteve nas Batalhas Latrun em 1948
- 73º Batalhão esteve nas Batalhas Latrun em 1948
- 75º Batalhão Blindado "Romach" / "Lança" ( Merkava Mk.4M)
- 77º Batalhão Blindado "Oz" / "Coragem" (Merkava Mk.4M)
- 79º Batalhão esteve na Operação Hiram em 1948
- 82º Batalhão Blindado "Gaash" / "Fúria" (Merkava Mk.4M)
- 603º Batalhão de Engenheiros Blindados "Lahav" / "Lâmina"
- Palsar 7 – 356ª Companhia de Reconhecimento
- Palhik 7 – 353ª Companhia de Comunicações "Hanit" / "Lança"

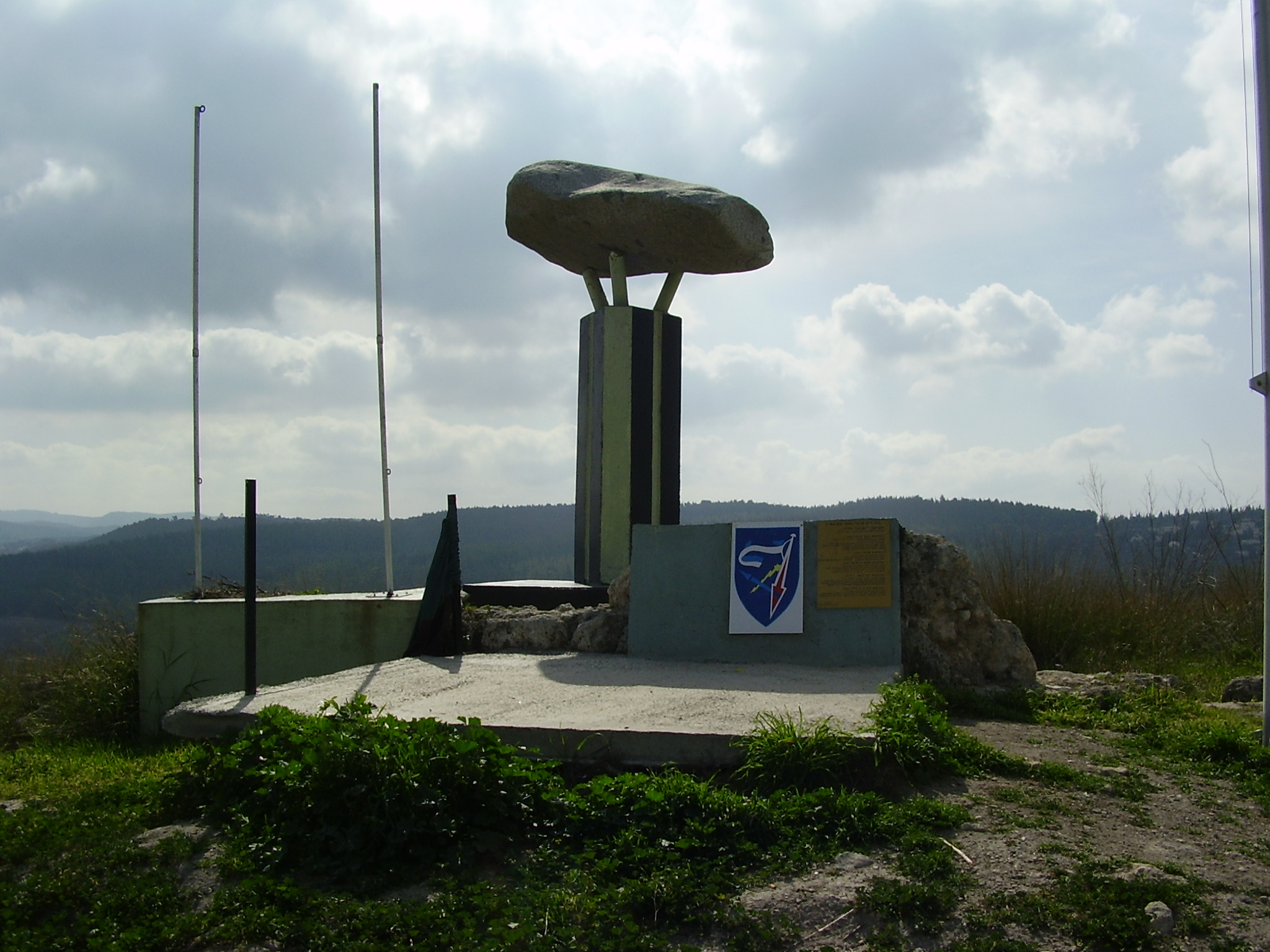
Monumento da 7ª Brigada em Latrun.
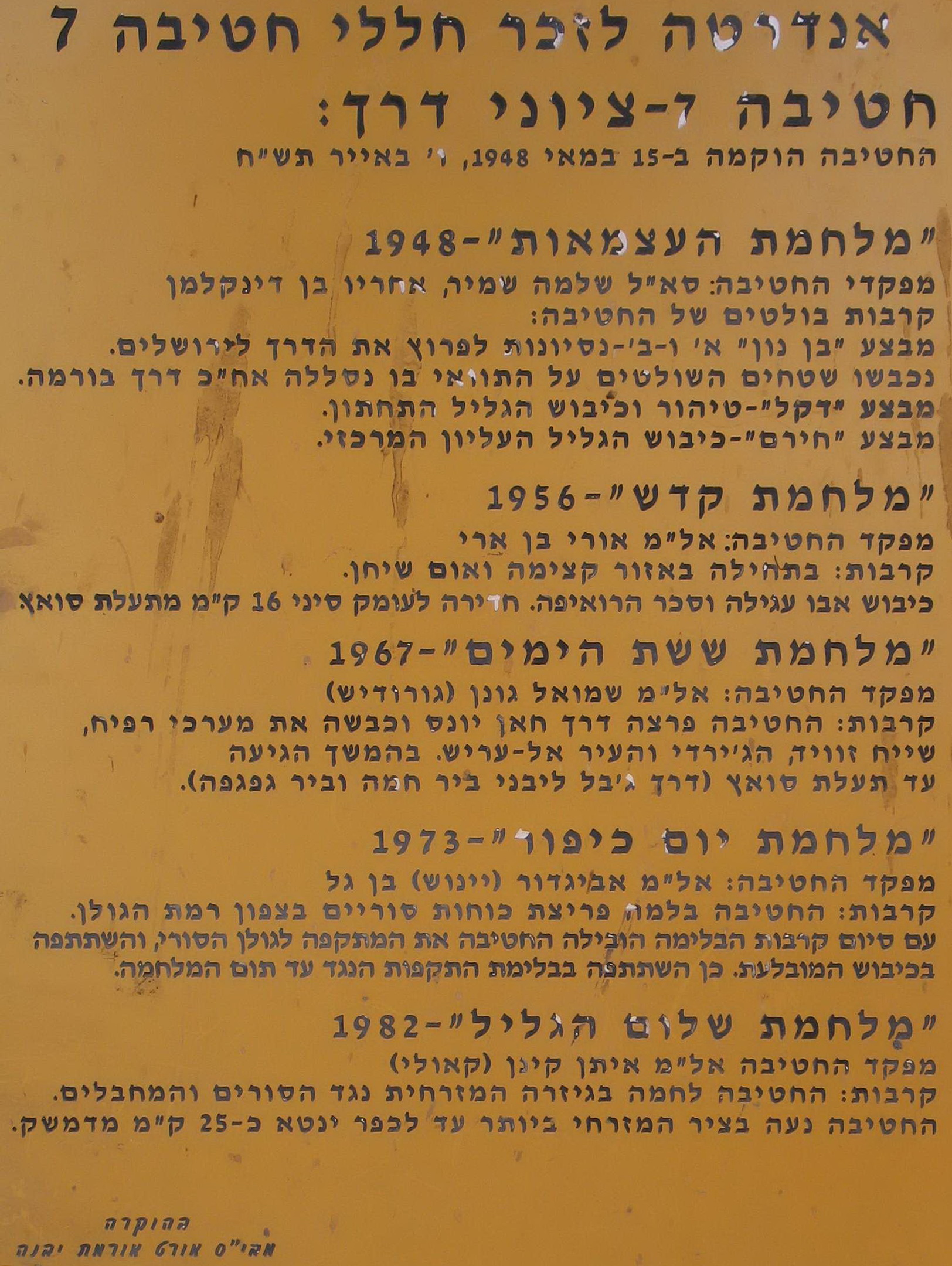
Inscrição memorial da 7ª Brigada em Latrun.
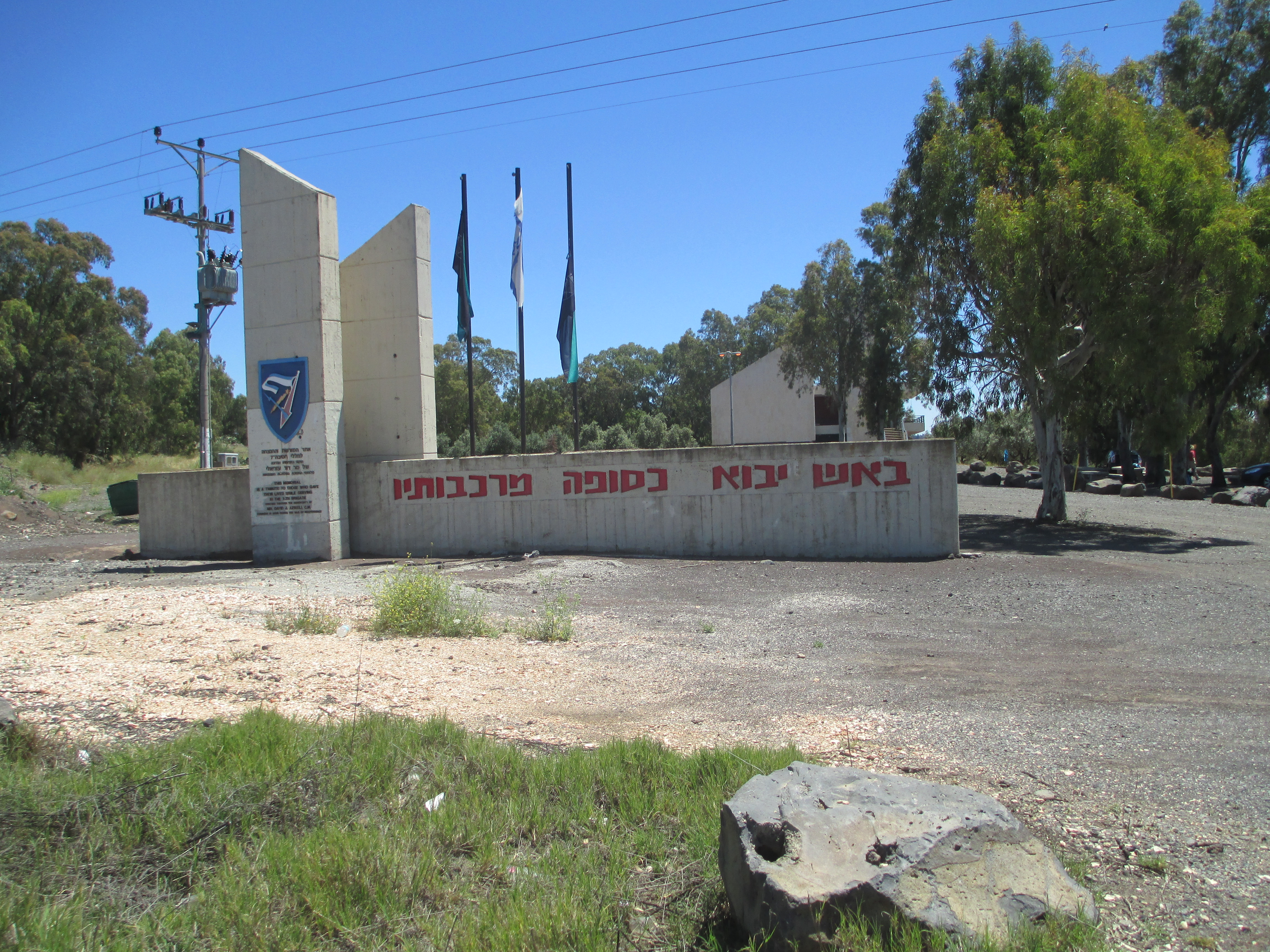
Memorial da 7ª Brigada nas Colinas de Golã.
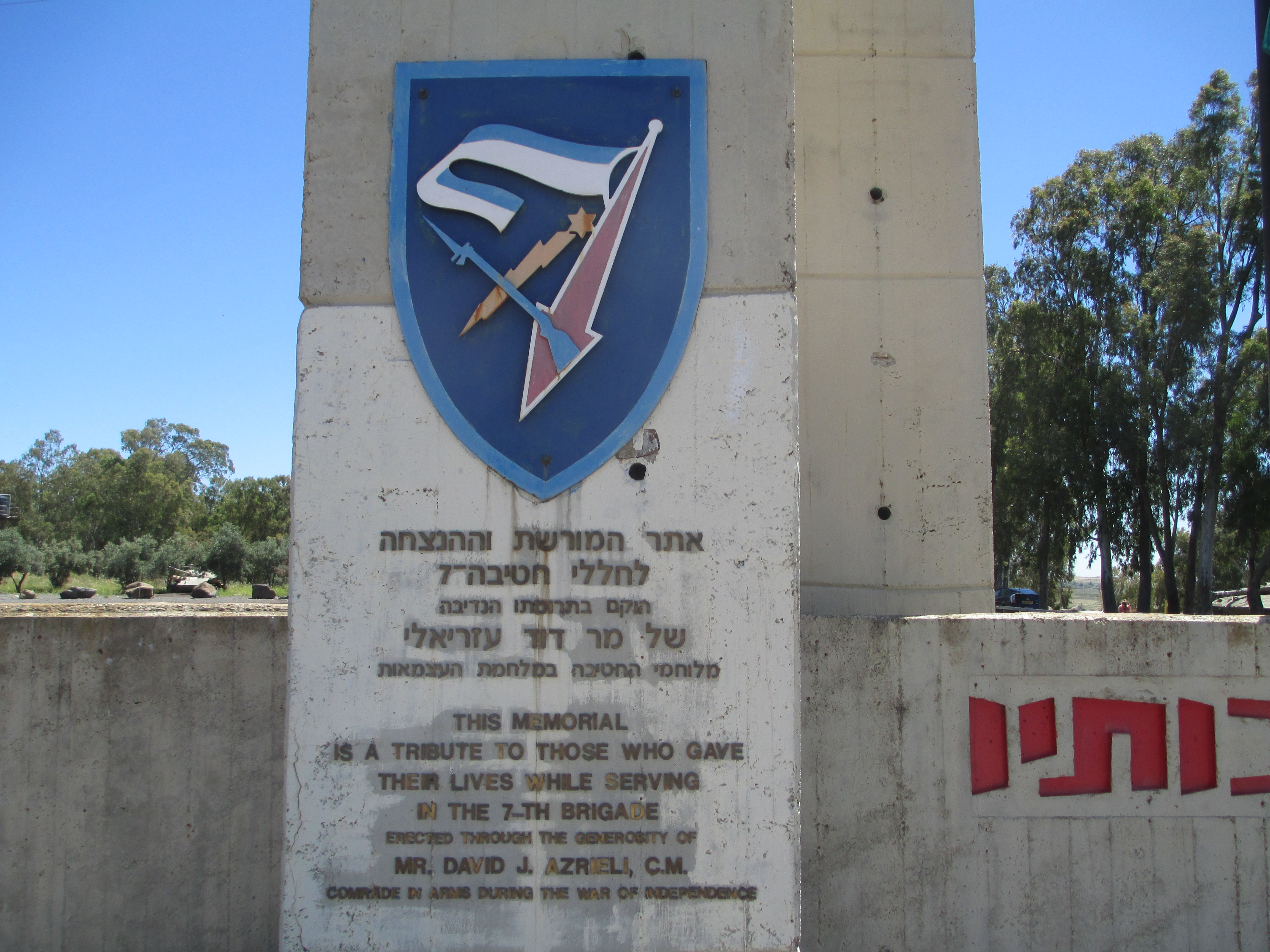
Placa em memória aos militares da 7ª que tombaram na defesa do Golã em 1973.

## Comandantes de brigada

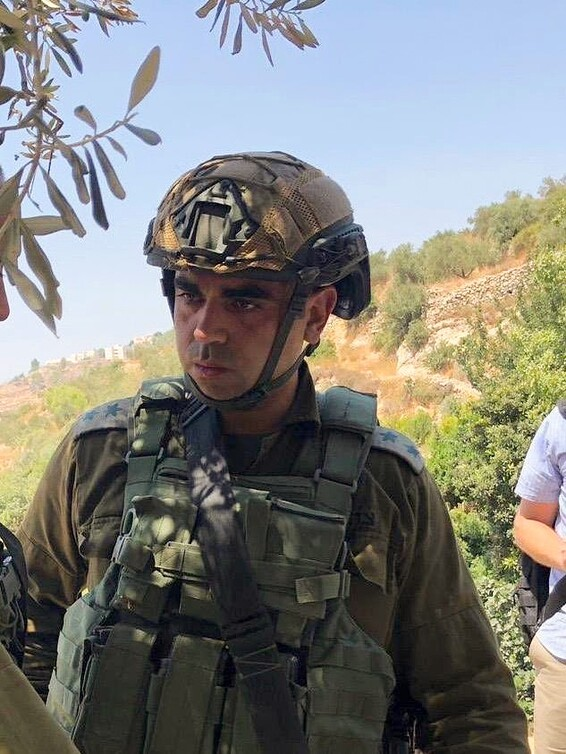
O atual comandante, Tenente-Coronel Yeftah Norkin, quando comandava a Brigada Efraim em 2020.

Lista dos comandantes da 7ª Brigada Blindada:
- Shlomo Shamir (maio – julho de 1948)
- Ben Dunkelman (julho de 1948 – julho 1949)
- Yosef Eitan (julho de 1949 – julho de 1950)
- Shmuel Goder (outubro de 1950 – agosto de 1953)
- Yitzhak Pundak (abril de 1954 – outubro de 1955)
- Uri Ben-Ari (outubro de 1955 – dezembro de 1956)
- Aharon Nachshon (dezembro de 1956 – março de 1958)
- David Elazar (dezembro de 1958 – abril de 1959)
- Israel Tal (abril de 1959 – abril de 1960)
- Arye Shakhar (junho de 1960 – julho de 1961)
- Avraham Adan (julho de 1961 – janeiro de 1963)
- Herzl Shafir (janeiro de 1963 – dezembro de 1964)
- Shlomo Lahat (janeiro de 1965 – maio de 1966)
- Shmuel Gonen (junho de 1966 – junho de 1969)
- Ya'akov Even (junho de 1969 – junho de 1971)
- Gabriel Amir (junho de 1971 – setembro de 1972)
- Avigdor Ben-Gal (setembro de 1972 – fevereiro de 1974)
- Ori Orr (fevereiro de 1974 – dezembro de 1975)
- Avigdor Kahalani (dezembro de 1975 – outubro de 1977)
- Yossi Ben-Hanan (outubro de 1977 – junho de 1979)
- Nati Golan (junho de 1979 – março de 1981)
- Eitan Kauli (Keinan) (março de 1981 – setembro de 1982)
- Meir Zamir (setembro de 1982 – fevereiro de 1984)
- Amir Noy (maio de 1984 – setembro de 1985)
- Avraham Palant (setembro de 1985 – maio de 1987)
- Efraim Laor (maio de 1987 – novembro de 1988)
- Dubik Rosenthal (Tal) (novembro de 1988 – julho de 1990)
- Zvika Gendelman (julho de 1990 – janeiro de 1992)
- Yitzhak Harel (janeiro de 1992 – outubro de 1993)
- Gershon HaCohen (outubro de 1993 – agosto de 1995)
- Dan Biton (agosto de 1995 – agosto de 1997)
- Shmulik Rosenthal (agosto de 1997 – abril de 1999)
- Ya'akov Ayash (abril de 1999 – julho de 2001)
- Halutzi Rudoy (julho de 2001 – agosto de 2003)
- Eyal Zamir (agosto de 2003 – setembro de 2005)
- Amnon Eshel (Asulin) (setembro de 2005 – agosto de 2007)
- Ro'i Elkavetz (agosto de 2007 – maio de 2009)
- Ya'akov Banjo (maio de 2009 – julho de 2011)
- Oded Basyuk (julho de 2011 – junho de 2013)
- Nadav Lotan (junho de 2013 – julho de 2015)
- Dan Noyman (julho de 2015 – agosto de 2017)
- Roman Gofman (agosto de 2017 –)